# Плазмодієві
Плазмодієві (Plasmodiidae) — родина апікомплексних паразитичних найпростіших ряду Haemospororida. Представники роду плазмодій є збудниками малярії. Поширені переважно у тропічних і субтропічних регіонах.

## Роди
Відомо понад 170 видів, але постійно відкривають нові. Родина складається з таких родів:
- Рід Bioccala Landau et al 1984
- Рід Biguetiella Landau et al 1984
- Рід Billbraya Paperna & Landau 1990
- Рід Dionisia Landau et al 1980
- Рід Hepatocystis Miller 1908
- Рід Mesnilium Misra, Haldar & Chakravarty 1972
- Рід Nycteria Garnham and Heisch 1953
- Рід Plasmodium Marchiafava & Celli 1885
- Рід Polychromophilus Landau et al 1984
- Рід Rayella Dasgupta 1967
- Рід Saurocytozoon Lainson & Shaw 1969
- Рід Vetufebrus Poinar 2011

### Примітка
Рід Mesnilium є єдиним таксоном, який заражає рибу. Рід має один вид і був описаний лише один раз. Цілком можливо, що цей рід був помилково поміщений у цій родині. Дослідження ДНК, імовірно, будуть потрібні для уточнення цього питання.